# 5637 Gyas
5637 Gyas este o planetă minoră (asteroid), cu un diametru de 28,168 km, din Asteroid troian al lui Jupiter. A fost descoperită pe 10 septembrie 1988 la Observatorul Palomar de Carolyn S. Shoemaker și a fost numită după Gyas⁠(d). 
Obiectul prezintă o orbită caracterizată de o semiaxă mare de 5,1594431 UAi, o excentricitate de 0,12, o înclinație de 22,42659 ° în raport cu ecliptica.